# وجع القلب
وجع القلب (بالتركية: Yürek Çıkmazı)‏ هو مسلسل دراما تركي من بطولة عائشة بينجول، آلب نوروز، إيرم حلواجي أوغلي، مسعود أكوستا وديلارا أكسوييك، بدأ عرض المسلسل على قناة تي أر تي 1 في 1 نوفمبر 2022.